# Verdienter Meister des Sports

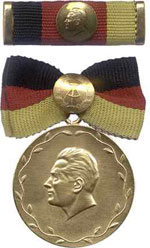
Medaille zum Ehrentitel „Verdienter Meister des Sports“

Verdienter Meister des Sports war eine staatliche Auszeichnung  der Deutschen Demokratischen Republik (DDR), welche in Form eines Ehrentitels mit Urkunde und einer tragbaren Medaille verliehen wurde.

## Beschreibung
Der nach sowjetischem Vorbild (Verdienter Meister des Sports der UdSSR) gestaltete Ehrentitel wurde 1953 durch die DDR übernommen und 1954 in eine staatliche Auszeichnung umgewandelt. Der Titel wurde für hervorragende Verdienste und Erfolge an Einzelpersonen im Bereich des Sports, vorrangig auf dem Gebiet des Leistungssports, verliehen. 
Seine Verleihung erfolgte sowohl an erfolgreiche Sportler als auch an Trainer, Erzieher sowie an Sportwissenschaftler und Sportfunktionäre, die sich um Erziehung und Ausbildung international erfolgreicher Sportler und die Schaffung entsprechender Voraussetzungen verdient gemacht hatten. Im Gegensatz zur Anerkennung als Meister des Sports konnte der Titel Verdienter Meister des Sports mehrmals an dieselbe Person verliehen werden.
Die Verleihung erfolgte durch den Ministerrat der DDR in Form einer Urkunde mit Medaille und war mit einer Prämie verbunden. Die Medaille ist rund, vergoldet und hat einen Durchmesser von 30 Millimeter. Die Vorderseite zeigt das Porträt Werner Seelenbinders, die Rückseite zeigt die Worte VERDIENTER / MEISTER / DES SPORTS, umgeben von einem Eichenlaubkranz. Sie wird an einem schwarzrotgoldenen Band mit dem Staatswappen der DDR getragen.
Nach dem Beispiel der Sowjetunion als Führungsmacht des damaligen Ostblocks hatten auch die Sportorganisationen von Bulgarien, der Tschechoslowakei, Rumäniens (als Maestru emerit al sportului) und Polens diesen Titel übernommen.

## Quelle
- Günter Tautz: Orden, Preise und Medaillen. Staatliche Auszeichnungen der Deutschen Demokratischen Republik. Leipzig: VEB Bibliographisches Institut 1980, S. 151f.